# Bitwa o Tunis (1535)
Bitwa o Tunis miała miejsce w roku 1535 w trakcie militarnej ekspedycji hiszpańskich Habsburgów do kontrolowanego przez Osmanów Tunisu. Celem ekspedycji było odzyskanie kontroli nad wybrzeżem afrykańskim i zabezpieczenie się przed atakiem Osmanów w zachodnim rejonie Morza Śródziemnego. Oblężenie Tunisu było pierwszą operacją skierowaną przeciwko Osmanom na Morzu Śródziemnym przeprowadzoną przez cesarza Karola V. Dzięki opanowaniu Tunisu hiszpańscy Habsburgowie powstrzymali prowadzoną od lat 20. XVI w. ekspansję turecką w zachodniej części Morza Śródziemnego.

## Zajęcie Tunisu przez Turków (1534)
Głównym powodem ekspedycji hiszpańskiej było zajęcie Tunisu dnia 17 sierpnia 1534 r. przez Khaira ad-Din Barbarossę – jednego z najpotężniejszych korsarzy muzułmańskich. Rok wcześniej Sulejman I odwołał Barbarossę z Algieru, powierzając mu stworzenie silnej floty w Konstantynopolu. Łącznie zimą 1533-1534 r. zbudowano 70 galer, na czele których Barbarossa zdobył Tunis, wypędzając lokalnego władcę Muleya Hasana, wasala Habsburgów, który w rezultacie znalazł schronienie na dworze Karola V. W Tunisie Barbarossa zorganizował bazę do dalszych ataków w regionie m.in. na Maltę.

## Przygotowania do ekspedycji
Jesienią 1534 r. Karol V rozpoczął przygotowania do interwencji militarnej, organizując armię w sile 30 tys. żołnierzy. Flota Habsburgów składała się z 74 galer i 300 jednostek transportowych. Największym okrętem hiszpańskim była galera Santa Anna, portugalskim zaś galeon São João Baptista (366 dział). Cała flota za punkt zborny obrała Barcelonę.

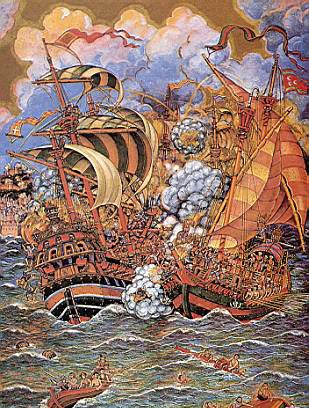
Okręt turecki w trakcie walk o Tunis

Pomimo oficjalnej prośby, udziału w hiszpańskiej ekspedycji odmówił francuski król Franciszek I Walezjusz, który w roku 1533 podpisał trzyletnie zawieszenie broni z Osmanami. Władcę francuskiego starali się pozyskać również Turcy, jednak ten zgodził się ostatecznie na prośbę papieża Pawła III, aby w trakcie trwania ekspedycji Francja nie atakowała żadnego z państw chrześcijańskich.
Dnia 2 marca 1535 r. Karol V opuścił Madryt i udał się do Barcelony, gdzie przejął zwierzchnictwo nad połączonymi siłami cesarskimi oraz wojskami króla Portugalii Jana i genueńskiego księcia Andrea Dorii. Pod koniec maja 1535 r. flota przybyła do brzegów Sardynii, gdzie została wzmocniona kontyngentami papieskimi, Zakonu Joannitów, a także oddziałami niemieckimi i włoskimi. Łącznie flota chrześcijańska, na czele której stanął Andrea Doria liczyła 100 galer i 300 transportowców.

## Zdobycie twierdzy La Goletta
Dnia 15 czerwca flota sprzymierzonych przybyła do brzegów Afryki, wysadzając na ląd 25 tys. armię, która rozpoczęła oblężenie twierdzy La Goletta. W oblężeniu wzięli udział m.in. rycerze Zakonu Joannitów z Malty. Zdobycie twierdzy zapewniało kontrolę nad portem w Tunisie. Po trzech tygodniach bombardowania dnia 14 lipca chrześcijanie przypuścili szturm, zdobywając twierdzę.

## Zdobycie Tunisu (1535)
Kolejnym celem sprzymierzonych stał się Tunis. W trakcie marszu na miasto, wojska cesarskie zostały zaatakowane przez siły Barbarossy. Dnia 20 lipca jazda chrześcijańska pokonała przeciwnika w walnym starciu. Sukces stał się przyczyną wybuchu rewolty 12 tys. jeńców chrześcijańskich w mieście jeszcze tego samego dnia. Zagrożony z obu kierunków Barbarossa zdecydował się opuścić miasto, po czym skierował się do Annaby.

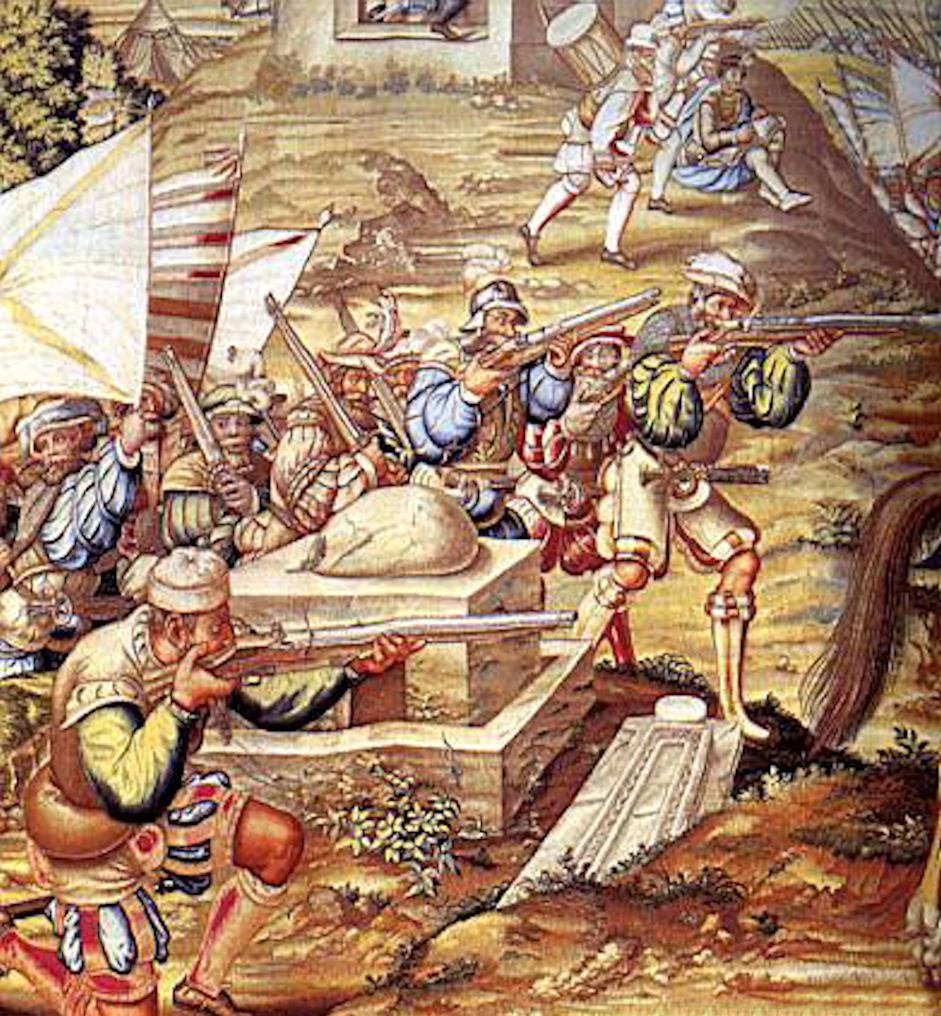
Wojska cesarskie w trakcie walk o Tunis

## Zdobycie portu Maó przez Turków
Karol V nie podjął jednak pościgu za uchodzącym Barbarossą, pomimo znacznej przewagi militarnej. Zezwalając swoim wojskom na trzydniowe plądrowanie miasta, cesarz stracił szansę na szybkie rozbicie przeciwnika. W tych dniach Habsburgowie dokonali masakry mieszkańców miasta. Dało to czas Barbarossie na przygotowanie swojej floty, która po opuszczeniu Annaby obrała kurs północno-zachodni na Baleary. Podczas gdy Andrea Doria z rozkazu Karola V przeszukiwał północno-afrykańskie wybrzeże, flota Osmanów uderzyła na port Maó położony na północnym krańcu Minorki. Do niewoli tureckiej dostało się 6 tys. żołnierzy oraz wiele dział. Ten sukces tylko częściowo wynagrodził Barbarossie klęskę poniesioną w Tunisie.

## Następstwa bitwy
Po zwycięstwie w Tunisie cesarz ponownie osadził na tronie obalonego władcę Muleya Hasana (rządził w nim do roku 1542, kiedy to został ponownie zdetronizowany). Walki o Tunis i masakra w mieście kosztowały życie 30 tys. cywilów. Pokonany Khair ad-Din Barbarossa na czele kilku tysięcy ludzi umknął do Algieru.
Cesarz nie pozostał długo w zdobytym mieście. Odór tysięcy ciał zmarłych był tak wielki, że władca przeniósł się do obozu w Radis. Dnia 19 sierpnia cesarz udał się w drogę powrotną obierając kurs na Sycylię i Neapol.

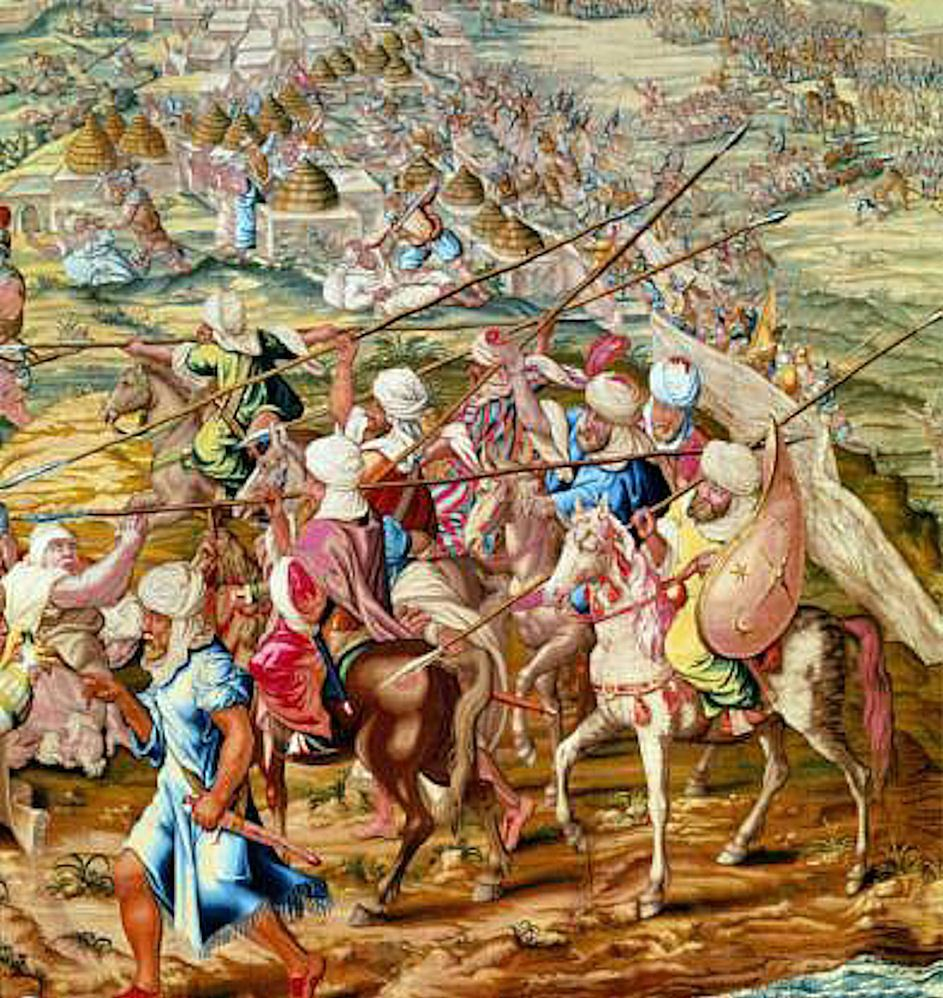
Wojska Osmanów w trakcie walk o Tunis

Trzy lata po klęsce Barbarossa ponownie panował nad większą częścią Morza Śródziemnego. Mimo to, dzięki bazom chrześcijan na Sycylii, Tunis przestał stanowić zagrożenie dla chrześcijańskich okrętów i statków handlowych. W roku 1574 Osmanowie ponownie zajmą Tunis a Barbarossa podbije plemiona wewnątrz kraju. Podbój Tunisu w roku 1574 przez Osmanów stanie się głównym punktem w konflikcie o hegemonię w Północnej Afryce.